# Centro Olímpico de Mountain Bike
Das Centro Olímpico de Mountain Bike (deutsch Olympisches Mountainbike-Zentrum) war eine Mountainbike-Rennbahn im X-Park Deodoro in der brasilianischen Stadt Rio de Janeiro. Während den Olympischen Sommerspielen 2016 fanden hier die Radsportwettbewerbe mit dem Mountainbike statt. 

## Geschichte
Für die Planung des Mountainbike-Kurses war das Architekturbüro Vigliecca & Associados zuständig, das den ehemaligen Mountainbike-Fahrer Nick Floros sowie den Spezialisten Rogério Bernardes miteinbezog. 
Die Mountainbike-Strecke war 4,9 km lang und befand sich auf einer Fläche von 19.200 Quadratmetern. Der höchste Punkt war am 124 Meter hohen Morro do Jaques. Nach den Olympischen Spielen wurde das Gelände neuverplant. Ein Teil der Strecke, der sich im Besitz des Militärs befindet, wurde dabei entfernt. Der andere Abschnitt ging in den Besitz der Stadt über, woraus eine kleinere Mountainbike-Strecke entstand.